# Fripounet et Marisette
Fripounet et Marisette est une série de bande dessinée jeunesse humoristique du Français Herboné (René Bonnet). Publiée à partir de 1943 dans La Lettre aux jeunes ruraux, elle accède en 1945 à une diffusion nationale avec le lancement du périodique jeunesse Fripounet et Marisette, et devient dès lors un des piliers du catalogue des éditions Fleurus, faisant l'objet de nombreux albums.
En 1968, Herboné est renvoyé de la revue, qui est renommée simplement Fripounet l'année suivante. Ce n'est qu'en 1984 qu'elle paraît à nouveau, écrite par Didier Convard (qui signe « Grégory ») et dessinée par Roland Gremet puis Christian Goux. Cette reprise est interrompue en 1987. Tous les albums originaux ont été réédités en fac-similé par les Éditions du Triomphe.

## Fripounet et Marisette
Fripounet apparaît en 1943 dans La Lettre aux jeunes ruraux de l'abbé Marchand. En 1945, René Bonnet lui adjoint une camarade, sa cousine Marisette, et les éditions Fleurus leur consacrent un magazine hebdomadaire chaperonné par l'Action Catholique des Enfants, qui paraîtra de 1945 à 1969. Les huit pages de cette publication passent à 10-12 pages en 1956, et le grand format passe à un format standard (21×29 cm).
Deux enfants de la campagne se retrouvaient régulièrement aux prises avec des gangsters ou des espions. Le dessin à la ligne claire assurait une grande lisibilité, soulignée par des couleurs à l'équilibre recherché. Le souci moralisateur des histoires se doublait d'un grand souci documentaire, avec une prédilection pour la spéléologie.
Fripounet et Marisette comptait, en plus de la série vedette, Sylvain et Sylvette de Maurice Cuvillier, et des séries de Noël Gloesner (Les Mille et une aventures de Chiffonnette, Les Indégonflables de Chantovent à partir de 1947), d'Edmond-François Calvo, Zéphyr (1952-1963) de Pierre Brochard, Touchatou de Robert Moreau, Bull Dozer de Mic Delinx, Moky et Poupy de Roger Bussemey... François Bel y reprend Phil et Jordi et Janine Lay y dessine  Mirella et Nik sur des scénarios de Rose Dardennes.
Interrompue en 1968, la série de Bonnet est reprise en 1984 par Roland Gremet puis par Christian Goux sous le titre Les Nouvelles Aventures de Fripounet et Marisette, avec des scénarios de Didier Convard.

## Personnages
- Fripounet : son surnom est le diminutif affectif de « fripon ». Jeune garçon blond à l'air moqueur.
- Marisette : jeune fille aux cheveux bruns surmontés d'un ruban rouge, l'air plus sage.
- Tonton Luculas : veuf, oncle et parrain de Fripounet, père de Marisette. C'est un ancien agriculteur, qui possède encore une vache, Zéphirine.
- Tante Camille : tante de Fripounet
- Abélard Tiste : ami des deux cousins, clerc de notaire, puis photographe. Un peu étourdi et casse-cou, il n'oublie cependant pas de mettre son casque en scooter.
- Éloïse : fiancée d'Abélard. Ils se marient et ont un enfant (Urbain), fait rare dans les séries françaises. Leur couple est une allusion à un célèbre couple du Moyen Âge.
- Picky : chien de Marisette et Fripounet. Tout noir, lui est ensuite associé Volcan, le chien blanc d'Héloïse et Abélard.
- Marius Pascalou : Ami de Fripounet et Marisette, et qui possède un hélicoptère.

## Albums parus

### Fripounet et Marisette
Scénario et dessins René Bonnet
Éditions Fleurus
Albums carrés sauf collection Fleurdor. Les albums carrés ont été réédités aux éditions du Triomphe.
1. Le Repaire des grenouilles, 1953 (réédition 1981)
2. L’Œil d'aigle, 1953 (réédition 1980)
3. La Fièvre « Z », 1953 (réédition 1979)
4. Les Semelles d'or, 1953 (réédition 1979)
5. La Bande blanche, 1954 (réédition 1981)
6. Le Mystère d'Étrangeval, 1954 (réédition 1980)
7. La Plongée du « Pélican », 1956 (réédition 1980)
8. La Troisième Soucoupe, 1957 (réédition 1984)
9. L’Écho d'enfer, 1983
10. La Peau de crocodile, 1984
11. Allo radio oubliette, 1985
12. Le Secret de la Goule Rouge, 1986 Prix RTL grand public
13. Le Piolet brisé, 1959 (collection Fleurdor)
14. Le Guide noir, 1960 (collection Fleurdor)

Éditions P. B. D. I.
1. Le Secret de la goule rouge, 1979
2. Silence à « Eclair blanc », 1980
3. La Crique aux Papous, 1981
4. Le Tapis flottant, 1982
5. Safari Jaune, 1982
6. Alerte au paradis, 1982
7. Le Rachat du Sirimiri, 1983
8. Les Espadons rôdent, 1983
9. Cap au cosmos, 1983
10. Mathoum, 1984
11. Lotus et bouches cousues, 1985
12. Caillou jaune, 1986

Éditions du Triomphe
1. Le Piolet brisé - Le guide noir, 1992
2. Crête d'or - Les espadons rôdent, 1992
3. Silence à éclair blanc - Criquet valeureux, 1993
4. La Crique aux Papous - Le tapis flottant, 1994
5. Alerte au paradis - Le rachat du Sirimiri, 1995
6. Cap au cosmos - Circus Poulos, 1996
7. Mathoum - Une chasse dans le vent, 1997
8. Safari jaune - Lotus et bouches cousues, 1998
9. La Vallée des demoiselles - Trompe d'or, 1999
10. Un mammouth dans l'aspirateur - Le scalp du shériff, 2000
11. Caillou jaune - Le gourmand vient de loin, 2001
12. Le secret d'herboné, Hors série - 1993

### Les Nouvelles Aventures de Fripounet et Marisette
Éditions Fleurus
Scénario Grégory (pseudonyme de Didier Convard), dessins Gremet (1 et 2) puis Goux (tomes 3 à 6)
1. La Mémoire du passé, 1985
2. Le Loup aux griffes d'or, 1985
3. Le Mystère du clair de lune, 1986
4. La Nuit du sanglier, 1986
5. Le Chant du sorcier, 1987
6. Le Chevalier oublié, 1987

### Documentation
- Pierre Brochard, 30 Ans d'histoires : Fripounet, Union des œuvres/Fleurus, 1975.
- Patrick Gaumer, « Fripounet et Marisette », dans Dictionnaire mondial de la BD, Paris, Larousse, 2010 (ISBN 9782035843319), p. 342.
- Albéric de Palmaert, Le Secret d'Herboné : Ou la fabuleuse histoire de Fripounet et Marisette, Paris, Éditions du Triomphe, avril 1993, 63 p. (ISBN 2-909811-03-4).
- Paul Gravett (dir.), « De 1930 à 1949 : Fripounet et Marisette », dans Les 1001 BD qu'il faut avoir lues dans sa vie, Flammarion, 2012 (ISBN 2081277735), p. 114.